# Vineyards (Floride)
Vineyards est une census-designated place du comté de Collier, dans l'État de Floride, aux États-Unis,. En 2020, elle compte une population de 3 883 habitants.